# Meyomessi
Meyomessi es una comuna camerunesa perteneciente al departamento de Mfoundi de la región del Sur.
En 2005 la comuna tenía una población de 9227 habitantes.
Se ubica sobre la carretera N9 en el este de la región, unos 100 km al este de la capital regional Ebolowa.

## Localidades
Comprende las siguientes localidades:
- Akom-Ndong
- Azem
- Bikoula
- Elom
- Emvieng
- Essang Mvout
- Essong-Ndong
- Kongo
- Mbieleme
- Mbilemvom
- Medjounou
- Mekok
- Melan
- Melok
- Messok
- Meyos
- Mimbang
- Minkang I
- Minkang II
- Ndjele
- Oding
- Olounou